# Robert Trujillo
Robert Trujillo (n. 23 octombrie 1964) este un muzician și compozitor american de origine mexicană, actualul basist al formației americane de heavy metal, Metallica. De asemenea, el a fost și membru al formației de thrash metal, Suicidal Tendencies, supergrupului de funk metal, Infectious Grooves, formației de heavy metal, Black Label Society, și a lucrat cu Ozzy Osbourne și cu membrul formației de grunge Alice in Chains, Jerry Cantrell.

## Tehnică
Trujillo, de obicei, cântă cu degetele, dar a cântat și cu pana la câteva înregistrări si concerte. Fostul basist al Metallica, Jason Newsted, cânta aproape tot timpul cu pana, în timp ce Cliff Burton, predecesorul lui Jason Newsted, prefera să cânte doar cu degetele.
Trujillo folosește, de asemenea, tehnica slap, care este remarcată la concertele cu Suicidal Tendencies, dar în special cu Infectious Grooves.

## Discografie

### Jerry Cantrell
- Degradation Trip (2002)
- Degradation Trip Volumes 1 & 2 (2002)

### Black Label Society
- 1919 Eternal (2002)

### Infectious Grooves
- The Plague That Makes Your Booty Move...It's the Infectious Grooves (1991)
- Encino Man Soundtrack (1992)
- Sarsippius' Ark (1993)
- Groove Family Cyco (1994)
- Mas Borracho (1999)
- Years Of Cycos (2008)
- Funk It Up - Live In France 1995 (2010)
- Mad Mad Muir Musical Tour (2011)

### Suicidal Tendencies
- Controlled by Hatred/Feel Like Shit...Déjà Vu (1989) (credited as "Stymee")
- Lights...Camera...Revolution! (1990)
- The Art of Rebellion (1992)
- Still Cyco After All These Years (1993)
- Suicidal for Life (1994)
- Year of the Cycos (2008)
- Mad Mad Muir Musical Tour (2011)

### Glenn Tipton
- Baptizm of Fire (1997)

### Mass Mental?
- How To Write Love Songs (1999)
- Live in Tokyo (2001)

### Ozzy Osbourne
- Down to Earth (2001)
- Blizzard of Ozz (reissue) (2002)
- Diary of a Madman (reissue) (2002)
- Live at Budokan (2002)

### Metallica
- St. Anger (2003) (este menționat, dar nu cântă)
- Some Kind of Monster (2004)
- Death Magnetic (2008)
- Orgullo, Pasión y Gloria: Tres Noches en la Ciudad de México (2009)
- Six Feet Down Under (2010)
- The Big 4 Live from Sofia, Bulgaria (2010)
- Six Feet Down Under (Part II) (2010)
- Live at Grimey's (2010)
- Lulu (2011)
- Beyond Magnetic (2011)
- Quebec Magnetic (2012)
- Metallica Through the Never (soundtrack) (2013)
- Hardwired... to Self-Destruct (2016)
- S&M2 (2020)
- 72 Seasons (2023)

### Various artists
- "The Blackest Box" (2002)
- "A Song for Chi" (2009)

## Filmografie selectivă
- 1978 Vizită la domiciliu (House Calls), regia	Howard Zieff

## Videografie
- „St. Anger live bonus” DVD, 2003
- „Some Kind of Monster” documentar Metallica
- „The Videos: 1989-2004” compilație DVD
- „Français Pour Une Nuit” DVD live de la concertul din Nîmes
- Français Pour Une Nuit” DVD live de la concertul din Nîmes
- „Orgullo, Pasión Y Gloria - Tres Noches En La Ciudad De México” DVD live de la concertul din Mexico City
- „The Big Four” DVD din Sofia, Bulgaria, la concertul grupului The Big Four
- „Metallica Through the Never” film, 2013